# Discurso da Exposição de Atlanta

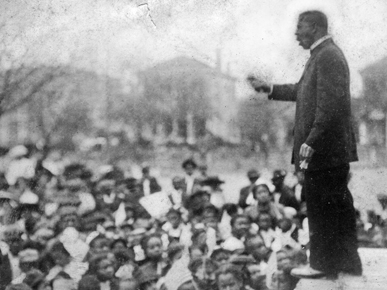
Booker T. Washington fazendo discurso " Compromisso de Atlanta "

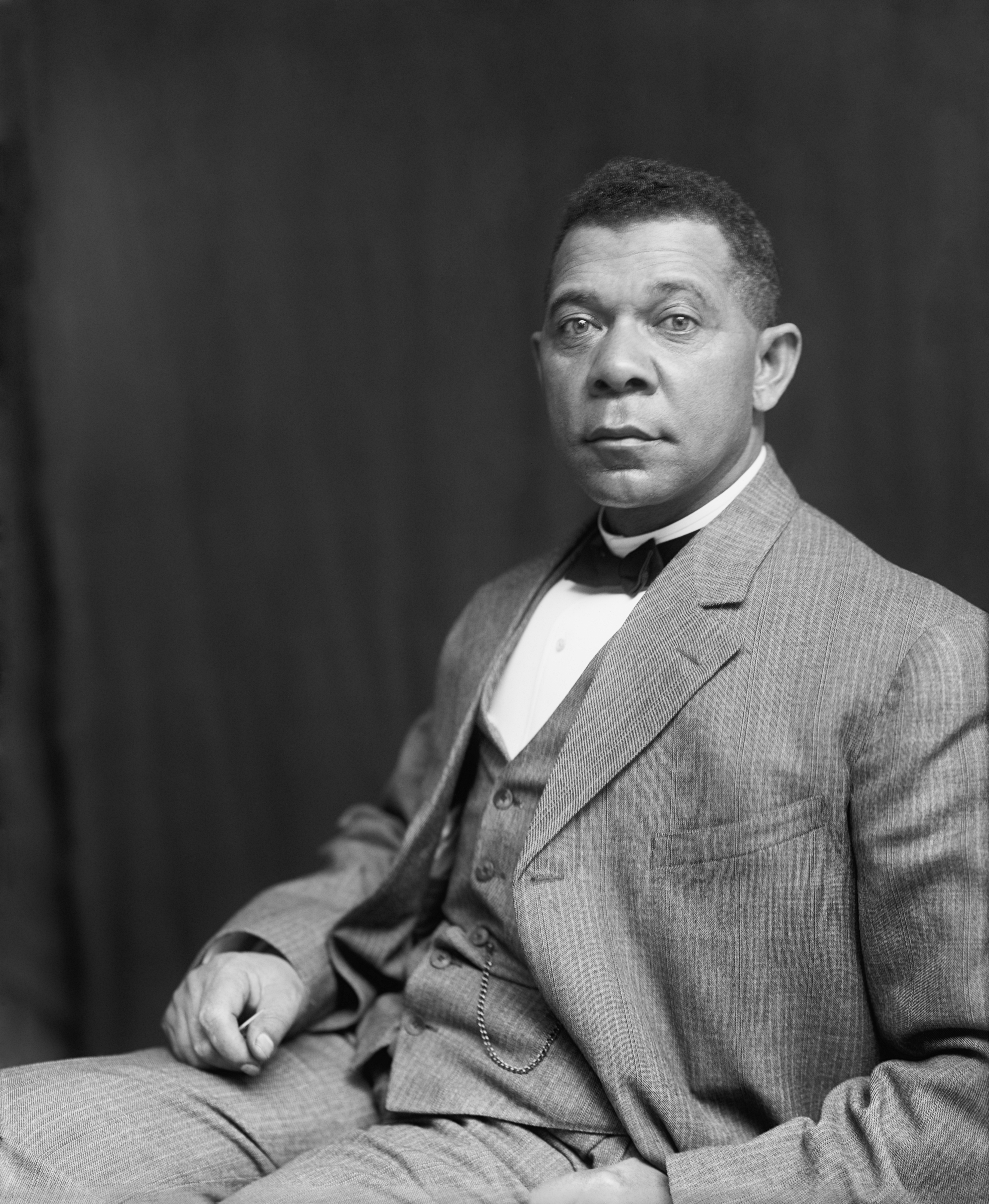
Fotografia de Booker T. Washington por Frances Benjamin Johnston, c. 1895

O discurso da Exposição de Atlanta foi um discurso sobre o tema das relações raciais dado pelo estudioso afro-americano Booker T. Washington em 18 de setembro de 1895. O discurso, apresentado diante de uma audiência predominantemente branca na Cotton States and International Exposition (a local do hoje Piedmont Park) em Atlanta, Geórgia, foi reconhecido como um dos discursos mais importantes e influentes da história norte-americana. O discurso foi precedido pela leitura de uma ode dedicatória escrita por Frank Lebby Stanton.
Washington começou com um chamado aos negros, que compunham um terço da população sulista, para ingressar no mundo do trabalho. Ele declarou que o Sul era onde os negros tinham sua chance, ao contrário do Norte, especialmente nos mundos do comércio e da indústria. Ele disse ao público branco que, em vez de depender da população imigrante chegando à taxa de um milhão de pessoas por ano, eles deveriam contratar alguns dos oito milhões de negros do país. Ele elogiou a lealdade, a fidelidade e o amor dos negros no serviço à população branca, mas alertou que eles poderiam ser um grande fardo para a sociedade se a opressão continuasse, afirmando que o progresso do Sul estava inerentemente ligado ao tratamento dos negros e à proteção de seus liberdades.
Ele abordou a desigualdade entre legalidade comercial e aceitação social, proclamando que "a oportunidade de ganhar um dólar em uma fábrica agora vale infinitamente mais do que a oportunidade de gastar um dólar em uma casa de ópera". 
O título “Atlanta Compromise Speech” foi dado ao discurso de W. E. B. Du Bois, que o considerou insuficientemente comprometido com a busca da igualdade social e política dos negros.
Embora o discurso não tenha sido gravado em sua apresentação inicial em 1895, Washington gravou uma parte do discurso durante uma viagem a Nova York em 1908. Esta gravação foi incluída no National Recording Registry.